# Islington kerület
Islington (IPA: [ˈɪzlɪŋtən], hivatalosan London Borough of Islington) Belső-London egyik kerülete. 1965-ben hozták létre a korábbi Islington és Finsbury városi körzetek összevonásával. Itt van a városban a legtöbb György korabeli épület. A kerület híres bevásárlóhelyeiről, bárjairól és éttermeiről.

## Fekvése

Islington fekvése Londonon belül

A kerület a Temzétől északra található. Északon Haringey, keleten Hackney, délen a City, nyugaton pedig Camden határolja.

## Népesség
A 2001-es népszámlálás eredménye szerint a kerület lakossága 175 797 fő volt, melynek 75%-a fehér, 6%-a fekete afrikai, 5%-a fekete karibi, 2%-a bangladesi. A kerület lakosságának 32%-a saját tulajdonú házban, lakásban él. A területén éles szociális kontraszt tapasztalható. Míg a lakosság 55%-a önkormányzati lakásokban él, melynek a legkisebb az értéke, vannak itt olyan házak, melynek értéke meghaladja az 1 milliárd 200 millió forintot is.
A kerület népessége a korábbiakban az alábbi módon alakult:
| Lakosok száma | 211 000 | 227 700 | 239 142 | 220 373 |
|               | 2012    | 2015    | 2018    | 2022    |

## Körzetei

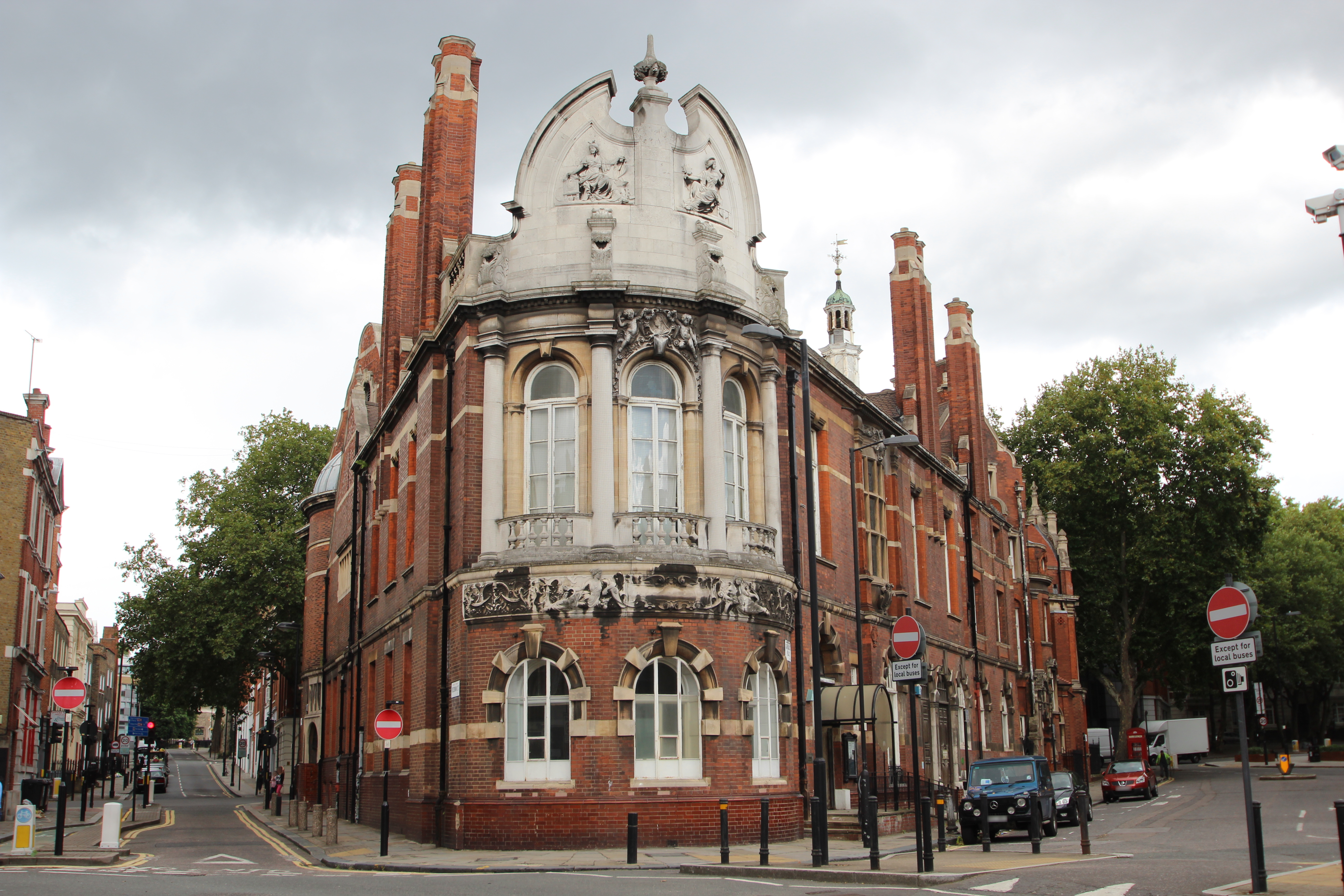
Finsbury régi városházája

- Archway
- Angel
- Barnsbury
- Canonbury
- Clerkenwell
- Finsbury
- Highbury
- Holloway
- Islington
- King’s Cross
- Lower Holloway
- Nag’s Head
- Newington Green
- Pentonville
- St Luke’s
- Tufnell Park
- Tollington

## Választókerületek
| Islington kerületei | - Barnsbury - Bunhill - Caledonian - Canonbury - Clerkenwell - Finsbury Park - Highbury East - Highbury West - Hillrise - Holloway - Junction - Mildmay - St. Georges - St. Marys - St. Peters - Tollington |

## Híres lakosok
A kerületben, azon belül is Barnsburyben lakott egy ideig Tony Blair brit miniszterelnök. A hírességek közül lakott még itt George Orwell, Nick Hornby és Douglas Adams írók, Joe Orton drámaíró, Boris Johnson politikus, Olive Anderson televíziós személyiség, valamint Dido, David Gray és John Lydon popénekes. 1806. május 20-án John Stuart Mill közgazdász és filozófus a kerületben született.
Leghíresebb csapata az Arsenal FC.

## A kerület látványosságai
- Almeida Theatre
- Arsenal Stadium (más néven Highbury)
- Electrowerkz
- Emirates Stadium
- Sadler's Wells Theatre

## Külső hivatkozások
- Islingtoni Linkek
- Islington Council
- Időjáráselőrejelzés Islingtonra